# Raphael Aflalo
Raphael Aflalo Lopes Martins, noto semplicemente come Raphael Aflalo (San Paolo, 8 luglio 1996), è un calciatore brasiliano, portiere dell'Olympia Basilea.

## Carriera
Cresciuto nel settore giovanile del Corinthians, nel mercato estivo del 2017 è stato acquistato dal Mirandela. Ha disputato il primo incontro fra i professionisti il 29 ottobre seguente in occasione del match di terza divisione perso 2-1 contro il Vizela.
L'anno seguente è stato acquistato dal Desp. Aves, con cui ha esordito in Primeira Liga in occasione dell'incontro perso 2-0 contro il Porto del 3 novembre 2019.